# باشگاه والیبال گابکا
باشگاه والیبال گابکا (انگلیسی: Pallavolo Gabeca) یک باشگاه والیبال مستقر در مونتزا بود که در سال ۱۹۷۵ تأسیس و در سال ۲۰۱۲ منحل شد.
گابکا در سال‌های ۱۹۹۱ و ۱۹۹۲ قهرمان جام کنفدراسیون والیبال اروپا شد.